# Luis Moure-Mariño
Luis Moure-Mariño (* 22. Februar 1915 in Escairón; † 6. November 1999 in La Coruña) war ein spanischer Schriftsteller.

## Leben und Tätigkeit
Moure-Mariño, der politisch der Falange nahestand, studierte Rechtswissenschaften in Madrid. Anschließend lebte er als Notar in Galicien. Ende der 1930er Jahre begann er als Buchautor öffentlich hervorzutreten. Seine frühen Werke befassen sich vor allem mit den Ereignissen des Spanischen Bürgerkrieges sowie der Person Francisco Francos und sind aus einer mit dem Diktator und seinem System sympathisierenden Perspektive geschrieben. In seinen späteren Jahren entfernte Moure-Mariño sich verstärkt von seinen Anfängen als Sachbuchautor, indem er vermehrt belletristische Arbeiten vorlegte.
Im deutschen Sprachraum wurde Moure-Mariño für allem für seine Franco-Biographie (Perfil humano de Franco) bekannt, die er im Original 1938 veröffentlichte und die 1939 in einer deutschen Ausgabe im Verlag der Germania AG mit einem Vorwort von Franz von Papen erschien.

## Werke
- Perfil humano de Franco, 1938. (in deutscher Übersetzung: Das geistige Profil Francos, Berlin 1939)
- Galicia en la guerra, 2 Bde., 1938–1939.
- El hidalgo de vilamor, 1939.
- Fantasías reales: almas de un protocolo, 1961.
- Sempre Matinando, 1970.
- Temas Gallegos, 1979.
- Los judíos gallegos, 1979.
- Arredor da lareira: contos e cavilaciós, 1980.
- El pleito y otras narraciones, 1988.
- La Generación Del 36: Memorias de Salamanca y Burgos, 1989.
- Un Feixe de contos, 1990.
- Ultimas Cartas de Amor, 1991.
- A Galicia prodixiosa: as ánimas, as bruxas, o demo, 1992.